# Vincent (Jura)
Vincent foi uma comuna francesa na região administrativa de Borgonha-Franco-Condado, no departamento de Jura. Estendia-se por uma área de 8,72 km². Em 2010 a comuna tinha 399 habitantes (densidade: 45,8 hab./km²).
Em 1 de abril de 2016, passou a formar parte da nova comuna de Vincent-Froideville.